# Heike Greis
Heike Greis (* 1964 in Dudweiler) ist eine deutsche Hörfunk- und Fernsehmoderatorin.

## Karriere
Heike Greis studierte Germanistik und Politikwissenschaft an der Universität des Saarlandes. Ab 1989 wurde sie freie Mitarbeiterin beim SR als Radiomoderatorin bei SR1 Europawelle. 1994 kam sie zum SWR nach Baden-Baden. Sie moderierte die Auktionsshow Träume unterm Hammer, das Quiz Fängt ja gut an und das Kultur Café. 1997 war sie in Das Erste als Nebendarstellerin in der Comedysendung Müllermax ihres Ehemanns Andreas Müller, mit dem sie einen gemeinsamen Sohn hat, zu sehen.
Ab 1999 moderierte sie die Kochsendung Einfach köstlich. Sie gehört zu den Moderatoren der SWR-Nachmittagssendung Kaffee oder Tee (seit 2007) sowie der Sendung Lust auf Backen (seit 2011).